# Ray Milland
Reginald Alfred Truscott-Jones, mais conhecido como Ray Milland (Neath, Glamorgan, 3 de janeiro de 1907 — Torrance, 10 de março de 1986), foi um diretor e ator de cinema e televisão britânico, nascido no País de Gales e naturalizado cidadão estadunidense.

## Biografia
Começou a filmar na Inglaterra em 1920 e, no ano seguinte, foi para Hollywood. Durante muito tempo fez apenas papéis secundários, mas aos poucos foi conseguindo outros mais importantes, até chegar ao personagem alcoólatra do filme Farrapo Humano (The Lost Weekend), pelo qual recebeu o prêmio Oscar de Melhor Ator de 1945 e o prêmio de melhor ator no Festival de Cannes.
Milland foi galã na década de 1930, fez vários personagens suspeitos nas décadas de 1940 e de 1950 e foi herói de filmes de ficção científica. Foi contratado pela Paramount Pictures de 1934 até ao final da década de 1950.
A partir do final da década de 1950, dirigiu inúmeros filmes onde também era ator. Após alguns anos de ausência, retornou às telas em 1970, no filme Love Story, e em filmes de terror de baixo orçamento. Participou de diversos episódios em seriados televisivos, como Hart to Hart, Charlie's Angels, The Love Boat, Fantasy Island, Rich Man, Poor Man, entre outros.
Milland sempre se manteve afastado das luzes de Hollywood e raramente foi mencionado nas colunas de fofocas. Foi casado com a mesma mulher (Muriel) por 54 anos.
Morreu em consequência de câncer no pulmão, com 79 anos de idade.

## Filmografia (parcial)
| Título original                  | Título em Portugal                   | Título no Brasil                                                | Ano  | Realizador         |
| -------------------------------- | ------------------------------------ | --------------------------------------------------------------- | ---- | ------------------ |
| The Lady from the Sea            |                                      |                                                                 | 1929 | Castleton Knight   |
| Bolero                           |                                      | Bolero                                                          | 1934 | Wesley Ruggles     |
| Menace                           | Ameaça                               |                                                                 | 1934 | Ralph Murphy       |
| The Gilded Lily                  | O Lírio Dourado                      | O Lírio Dourado                                                 | 1935 | Wesley Ruggles     |
| The Glass Key                    | A Chave de Cristal                   | A Chave de Vidro                                                | 1935 | Frank Tuttle       |
| Four Hours to Kill!              |                                      | Quatro Horas Para Matar                                         | 1935 | Mitchell Leisen    |
| Three Smart Girls                | Três Raparigas Modernas              | Três Pequenas do Barulho                                        | 1936 | Henry Koster       |
| The Return of Sophie Lang        | O Regresso de Miss Lang              | A Volta de Miss Lang                                            | 1936 | George Archainbaud |
| The Big Broadcast of 1937        |                                      | Ondas Sonoras de 1937                                           | 1936 | Mitchell Leisen    |
| The Jungle Princess              | A Princesa da Selva                  | A Princesa da Selva                                             | 1936 | William Thiele     |
| Bulldog Drummond Escapes         |                                      | A Evasão de Bulldog Drummond                                    | 1937 | James P. Hogan     |
| Ebb Tide                         | O Veleiro Maldito                    | O Tufão                                                         | 1937 | James P. Hogsn     |
| Easy Living                      | Uma Pequena Feliz                    | Garota de Sorte                                                 | 1937 | Mitchell Leisen    |
| Wings over Honolulu              | O Prestígio do Uniforme              | Asas sobre Honolulu                                             | 1937 | H. C. Potter       |
| Tropic Holiday                   | O Feitiço do Trópico                 |                                                                 | 1938 | Theodore Reed      |
| Say It in French                 | Diga-me em Francês                   | Diz-mo em Francês                                               | 1938 | Andrew L. Stone    |
| Men with Wings                   | Homens com Asas                      | Conquistadores do Ar                                            | 1938 | William A. Wellman |
| Her Jungle Love                  | Paixão Selvagem                      | Idílio na Selva                                                 | 1938 | George Archainbaud |
| Beau Geste                       | Beau Geste                           | Beau Geste                                                      | 1939 | William A. Wellman |
| Hotel Imperial                   | Hotel Imperial                       | Hotel Imperial                                                  | 1939 | Robert Florey      |
| French Without Tears             | Cautela Com as Mulheres              | Caçadora de Corações                                            | 1940 | Anthony Asquith    |
| Untamed                          | Uma Mulher Indomável                 |                                                                 | 1940 | George Archainbaud |
| Irene                            | Irene                                | Irene                                                           | 1940 | Herbert Wilcox     |
| The Doctor Takes a Wife          | Os médicos também se casam           | Esposa de Mentira                                               | 1940 | Alexander Hall     |
| Arise, My Love                   |                                      | Levanta-Te, Meu Amor                                            | 1940 | Mitchell Leisen    |
| I Wanted Wings                   | Voo de Águias                        | Revoada das Águias                                              | 1941 | Mitchell Leisen    |
| Skylark                          | Amor ou Negócios?                    | Com Qual dos Dois?                                              | 1941 | Mark Sandrich      |
| Reap the Wild Wind               | O Vento Selvagem                     | Vendaval de Paixões                                             | 1942 | Cecil B. DeMille   |
| The Major and the Minor          | A Incrível Susana                    | A Incrível Susana                                               | 1942 | Billy Wilder       |
| The Lady Has Plans               |                                      | Num Corpo de Mulher                                             | 1942 | Sidney Lanfield    |
| Are Husbands Necessary?          | Minha Mulher É Teimosa               | Marido, Mulher & Cia.                                           | 1942 | Norman Taurog      |
| The Crystal Ball                 | As Ruivas São Perigosas              | A Bola de Cristall                                              | 1943 | Elliott Nugent     |
| Lady in the Dark                 | A Mulher Que não Sabia Amar          | A Mulher Que não Sabia Amar                                     | 1944 | Mitchell Leisen    |
| Till We Meet Again               | Até À Vista                          | Um Lírio na Cruz                                                | 1944 | Frank Borzage      |
| Ministry of Fear                 | Prisioneiros do Terror               | Quando Desceram as Trevas                                       | 1944 | Fritz Lang         |
| The Uninvited                    | A Casa Assombrada                    | O Solar das Almas Perdidas                                      | 1944 | Lewis Allen        |
| The Lost Weekend                 | Farrapo Humano                       | Farrapo Humano                                                  | 1945 | Billy Wilder       |
| Kitty                            | Kitty                                | A Flor do Lodo                                                  | 1945 | Mitchell Leisen    |
| California                       | Califórnia                           | Califórnia                                                      | 1946 | John Farrow        |
| The Well-Groomed Bride           |                                      | Champagne Para Dois                                             | 1946 | Sidney Lanfield    |
| Golden Earrings                  | A Cigana Feiticeira                  | Cigana Feiticeira                                               | 1947 | Mitchell Leisen    |
| The Imperfect Lady               | A Mundana                            | O Meu Pecado                                                    | 1947 | Lewis Allen        |
| The Trouble with Women           | Elas Mandam                          | Domínio das Mulheres                                            | 1947 | Sidney Lanfield    |
| So Evil My Love                  | Agora… Que Deus Me Castigue          | Alma Negra                                                      | 1948 | Lewis Allen        |
| The Big Clock                    | O Grande Relógio                     | O Relógio Verde                                                 | 1948 | John Farrow        |
| Alias Nick Beal                  |                                      | O Enviado de Satanás                                            | 1949 | John Farrow        |
| It Happens Every Spring          |                                      | Todas as Primaveras                                             | 1949 | Lloyd Bacon        |
| A Life of Her Own                | Seguirei o Meu Destino               | Perdidamente Tua                                                | 1950 | George Cukor       |
| Copper Canyon                    | Duelo de Gigantes                    | O Vale da Ambição                                               | 1950 | John Farrow        |
| The Thief                        | O Espião Invisível                   | O Ladrão Silencioso                                             | 1952 | Russell Rouse      |
| Something to Live For            | Renúncia                             | Na Voragem do Vício                                             | 1952 | George Stevens     |
| Let's Do It Again                |                                      | A Meia-Noite do Amor                                            | 1953 | Alexander Hall     |
| Dial M for Murder                | Chamada para a Morte                 | Disque M para Matar                                             | 1954 | Alfred Hitchcock   |
| A Man Alone                      | O Homem Solitário                    | Um Homem Solitário                                              | 1955 | Ray Milland        |
| The Girl in the Red Velvet Swing | O escândalo do século                | A Rapariga do Baloiço Vermelho                                  | 1955 | Richard Fleischer  |
| Lisbon                           | Lisboa                               | Lisboa                                                          | 1956 | Ray Milland        |
| The Premature Burial             | Morte Prematura                      | Obsessão Macabra                                                | 1962 | Roger Corman       |
| Panic in Year Zero!              |                                      | Pânico no Ano Zero                                              | 1962 | Ray Milland        |
| X: The Man with the X-Ray Eyes   |                                      | O Homem dos Olhos de Raios X                                    | 1963 | Roger Corman       |
| Love Story                       | História de Amor                     | Love Story - Uma História de Amor                               | 1970 | Arthur Hiller      |
| The Thing with Two Heads         |                                      | O Monstro de Duas Cabeças                                       | 1972 | Lee Frost          |
| Terror in the Wax Museum         | Terror no Museu das Máscaras de Cera | Museu de Cera dos Horrores                                      | 1973 | Georg Fenady       |
| Gold                             | Ouro                                 | A Maldição do Ouro                                              | 1974 | Peter R. Hunt      |
| Escape to Witch Mountain         |                                      | A Montanha Enfeitiçada / Fuga para a Montanha Enfeitiçada (DVD) | 1975 | John Hough         |
| The Last Tycoon                  | O Grande Magnate                     | O Último Magnata                                                | 1976 | Elia Kazan         |
| Blackout                         | Pânico em Nova Iorque                | Blackout                                                        | 1978 | Eddy Matalon       |
| Oliver's Story                   | A História de Oliver                 | A História de Oliver                                            | 1978 | John Korty         |
| A Game for Vultures              | O Jogo dos Abutres                   | Jogos de Abutres                                                | 1979 | James Fargo        |
| The Attic                        |                                      | O Sótão                                                         | 1980 | George Edwards     |
| Survival Run                     | Fim de Semana Escaldante             | Fuga de um Pesadelo                                             | 1980 | Larry Spiegel      |
| Serpiente de mar                 |                                      |                                                                 | 1984 | Amando de Ossorio  |